# Jaroslav Lev z Rožmitálu a na Blatné
Jaroslav Lev z Rožmitálu a na Blatné (1425? – 23. říjen 1485) byl český katolický aristokrat, bratr druhé manželky krále Jiřího z Poděbrad Johany z Rožmitálu. V letech 1465–1467 vedl mírové poselstvo, jehož cílem bylo podpořit snahu Jiřího z Poděbrad vytvořit unii křesťanských evropských států. Jako první Čech v historii získal při pobytu v Burgundsku Řád zlatého rouna.

## Život

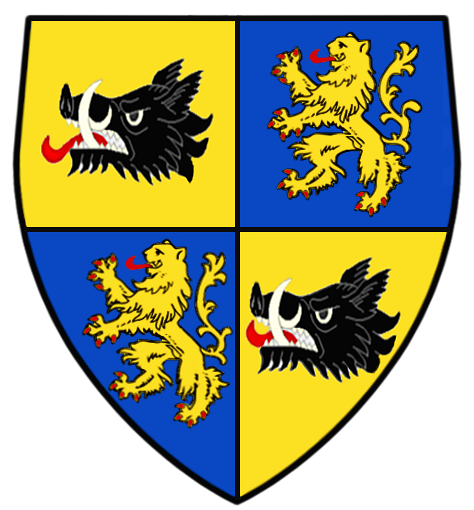
Erb Pánů z Rožmitálu

Narodil se pravděpodobně kolem roku 1425 Janu z Rožmitálu a na Blatné. Měl sestry Hedviku a Johanu a bratra Protivu. Sestra Johana se stala druhou manželkou Jiřího z Poděbrad a českou královnou. V roce 1452 se Jaroslav Lev objevil mezi voliteli Jiřího z Poděbrad za správce země, kdy byl již jeho švagrem. 
Za jeho života již páni z Rožmitálu byli významným panským rodem, který měl v držení majetky na jihu Čech. Jaroslav Lev držel hrad Rožmitál a Blatná a v roce 1458 měl v zástavě hrad v Písku. Nabyl panství Přimda, Domažlice, Střela, Písek, Újezdec, Pecka a Hluboká. Na Blatné si vybudoval svůj dvůr, který se měl podobat královskému dvoru v Praze. Po celý život byl katolík.
V roce 1461 byl svědkem svatební smlouvy Zdeňkovi ze Šternberka a téhož roku táhl do boje proti Albrechtu Hohenzollernskému, kterému Jiří z Poděbrad vypověděl válku. Vedl část vojska na Domažlice k Hersbrucku. V roce 1462 spolu s dalšími českými pány přispěl k osvobození císaře Fridricha III. a jeho rodiny z obležené Vídně. Často doprovázel svého švagra Jiřího z Poděbrad a svou sestru Johanku k politickým schůzkám se zahraničními osobnostmi. Jeho angažovanost mu v roce 1462 přinesla hodnost nejvyššího zemského sudí. V této době se Jiří z Poděbrad již zaobíral myšlenkou o vytvoření společných branných sil křesťanských zemí (pod vedením českého krále), která by bojovala proti Turkům a za osvobození Jeruzaléma. Dne 16. května 1464 bylo do Francie vysláno poselstvo v čele s Albrechtem Kostkou z Postupic, jehož členem byl i Jaroslav Lev. Úkolem přesvědčit francouzského krále Ludvíka XI., aby stál v čele spolku křesťanských králů. Poselství však nebylo úspěšné, výsledkem byla pouze přátelská smlouva s Francií.

### Cesta na konec světa

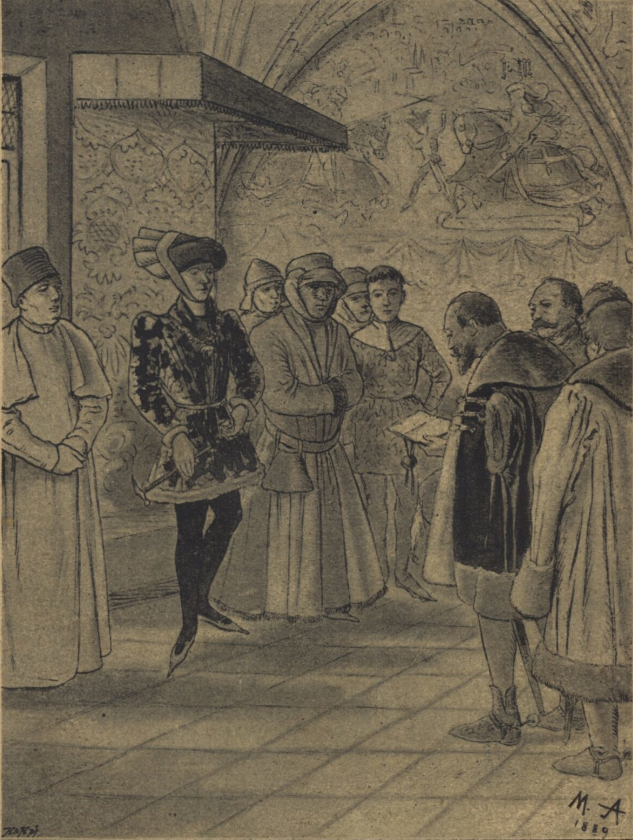
Mikoláš Aleš: Čechové u Filipa Dobrého (A. Jirásek: Z Čech až na konec světa, 1890)

Sotva pár měsíců po návratu do Čech, vyslal Jiří z Poděbrad další misi po evropských zemích, kterou vedl již Jaroslav Lev. Na cestu dostal doprovodný list královny Johany a císaře Fridricha III. Výprava neměla být jen kavalírskou cestou či poutní cestou, nýbrž měla světu ukázat že český národ není národem kacířů, ale kultivovaných pravověrných věřících. Poselstvo vyjelo z Prahy dne 26. listopadu 1465 a sestávalo ze 40 českých pánů a rytířů. Mezi nimi byli např. Bořita II. z Martinic, Burian ze Švamberka či Jan II. Žehrovský z Kolovrat. V Norimberku se k poselstvu připojil i kupec a bankéř Gabriel Tetzel z Gräfenbergu, který z cesty pořídil cestopis. Tetzel měl pravděpodobně také na starosti finanční správu výpravy. Poselstvo navštívilo nejdříve v Bruselu burgundského vévodu Filipa III. V Burgundsku jako první Čech obdržel Řád zlatého rouna. Poté navštívili v Londýně krále Eduarda IV., ve Francii Ludvíka XI., v Kastilii Jindřicha IV. a aragonského krále Jana II., v Portugalsku Alfonse V., v Itálii milánského vévodu Galleazza Maria Sforzu, benátského dóžete Cristofora Mora a ve Štýrském Hradci císaře Fridricha III. Také měli navštívit uherského krále Matyáše, nepřítele Jiřího z Poděbrad, ale ten je odmítl. Poselstvo na své rok a půl trvající cestě navštívilo také Santiago de Compostela a také vesnici Finisterre, tedy tehdejší domnělý konec světa. Cestu podrobně ve svém deníku popsal člen družiny, Václav Šašek z Bířkova. Návrat poselstva zpět do Čech v roce 1467 byl poznamenán druhou husitskou válkou (1467–1471), kdy se Jednota Zelenohorská postavila proti králi Jiřímu a jeho stoupencům, kterým byl i Jaroslav Lev. Cesta proto byla změněna a místo přes Moravu se poselstvo vracelo do Prahy přes Jaroslavovo panství Blatná. Při vjezdu do Prahy vyšli poselství naproti Rokycana a univerzitní mistři.

### Po návratu
V roce 1467 se stal nejvyšším hofmistrem českého království. V letech 1474–1479 byl hejtmanem prácheňského kraje. Po návratu z cesty až do konce života byl Jaroslav Lev ve válce s Jednotou Zelenohorskou a Janem z Rožmberka. Do bojů se zapojil i jeho bratr Protiva. Takřka zbytek svého života strávil v sedle na koni v bojích. V roce 1472 činil nájezdy do Rakouska, odkud rakouští páni činili nájezdy do Čech a na Moravu. Účastnil se zemských sněmů a sjezdů. V roce 1479 byl již jako vážený pán přítomen na schůzi krále Vladislava a Matyáše o dodržení smluv v Olomouci.
Zemřel v roce 1480. Je pohřben v Blatné v kostele Nanebevzetí Panny Marie vedle své manželky Elišky Bezdružické z Kolovrat († 1489).

## Potomstvo
Poprvé se oženil s Machnou, čili Markétou z Valdštejna. V pozdním věku si vzal se Elišku Bezdružickou z Kolovrat. Měl tři děti, dcery Kateřinu a Johanku a syna Zdeňka Lva, který byl dědicem rodu.
- Kateřina – († 1528) provdala se jako Smiřická ze Smiřic a podruhé z Kolovrat
- Zdeněk Lev (kolem 1460–1535) – oženil se s Kateřinou Švihovskou z Rýzmberka, zastával funkce dvorského sudího a nejvyššího zemského sudího. Byl správce veškerých králových důchodů a králova věřitele, čímž se stal nejmocnější mužem v zemi. 15 let zastával také úřad nejvyššího purkrabí. Byl významným mecenášem umění
- Johanka

## V kultuře
Václav Šašek z Bířkova, který byl členem poselství Jaroslava Lva z Rožmitálu napsal o cestě cestopis Deník o jízdě a putování pana Lva z Rožmitálu a z Blatné z Čech až na konec světa. Byl napsán česky, ale originál se nezachoval, pouze latinský překlad, který roku 1577 pořídil olomoucký biskup Stanislav Pavlovský. Další zprávu o cestě pořídil německý kupec a bankéř Gabriel Tetzel z Gräfenbergu, který se k poselstvu přidal v Norimberku.
Cestopis Václava Šaška z Bířkova inspiroval Aloise Jiráska k napsání knihy Z Čech až na konec světa (1888).
V roce 1941 si vedení města v Rožmitále pod Třemšínem na radnici objednalo obraz Pasování Jaroslava Lva z Rožmitálu na rytíře, který namaloval akademický malíř Jan Šebek. Ten zhotovil i sgrafito zpodobňující Jaroslava Lva z Rožmitálu na fasádě Panského domu na náměstí v Rožmitále pod Třemšínem.